# Big Pit National Coal Museum
Big Pit National Coal Museum (walisisk: Pwll Mawr Amgueddfa Lofaol Cymru) er et industrimuseum i Blaenavon, Torfaen, Wales. Det er indrettet i en tidligere kulmine, der var i funktion fra 1880 ttil 1980, og åbnede for offentligheden i 1983. Det er en del af museumssammenslutningen National Museum of Wales. Stedet er dedikeret til at bevare og formidle den walisiske tradition med kuludvinding, som foregik under den industrielle revolution.
Det ligger ved siden af Pontypool and Blaenavon Railway og sammen med Big Pit er det en del af Blaenavon Industrial Landscape, der er et UNESCO's Verdensarvsliste, og det er Anchor Point i European Route of Industrial Heritage.